# Örtagården
Örtagården – miejscowość (tätort) w Szwecji, w regionie administracyjnym (län) Västmanland, w gminie Västerås.
Według danych Szwedzkiego Urzędu Statystycznego liczba ludności wyniosła: 474 (31 grudnia 2015), 472 (31 grudnia 2018) i 475 (31 grudnia 2019).